# Liste des voies du 14e arrondissement de Paris

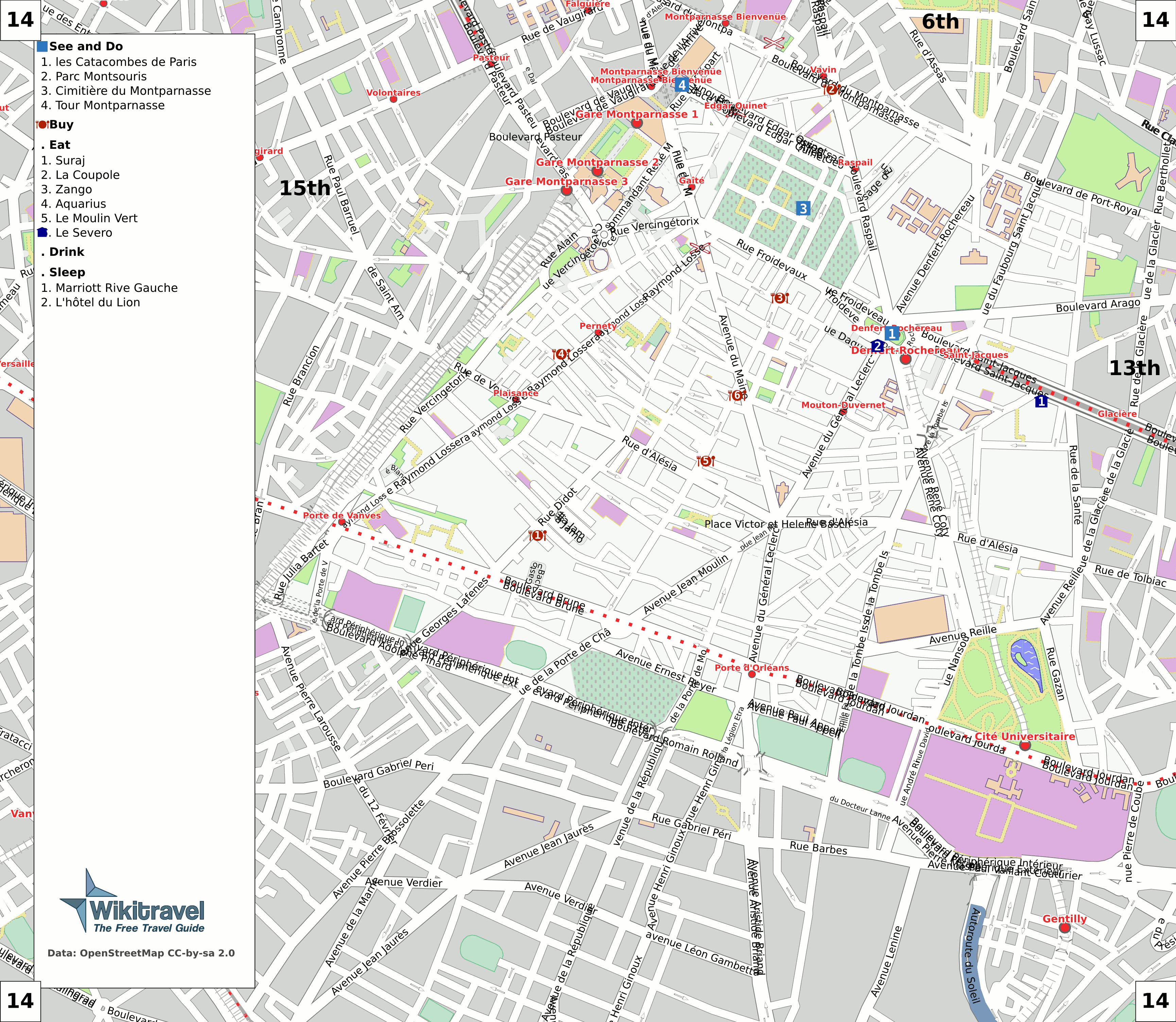
Plan du 14e arrondissement de Paris.

Cet article donne une liste des voies du 14e arrondissement de Paris, en France.

## Liste

### A
- Haut – A
- B
- C
- D
- E
- F
- G
- H
- I
- J
- K
- L
- M
- N
- O
- P
- Q
- R
- S
- T
- U
- V
- W
- X
- Y
- Z

- Voie A/14 (Voie sans nom de Paris)
- Voie AA/14 (Voie sans nom de Paris)
- Voie AB/14 (Voie sans nom de Paris)
- Rue de l'Abbé-Carton
- Place de l'Abbé-Jean-Lebeuf
- Rue de l'Abbé-Soulange-Bodin
- Rue Achille-Luchaire
- Rue Adolphe-Focillon
- Boulevard Adolphe-Pinard
- Villa Adrienne
- Villa Adrienne-Simon
- Voie AF/14 (Voie sans nom de Paris)
- Square de l'Aide-Sociale
- Rue Alain
- Square Alain-Fournier
- Rue Albert-Sorel
- Rue d'Alembert
- Rue d'Alésia
- Villa d'Alésia
- Rue Alfred-Durand-Claye
- Square Alice
- Place Alice-Guy
- Rue Alphonse-Daudet
- Place Ambroise-Croizat
- Rue de l'Amiral-Mouchez
- Place de l'Amphithéâtre
- Square André-Lichtenberger
- Avenue André-Rivoire
- Cité Anne-Marie-Bauer
- Cité Annibal
- Rue Antoine-Chantin
- Voie AO/14 (Voie sans nom de Paris)
- Voie AP/14 (Voie sans nom de Paris)
- Voie AQ/14 (Voie sans nom de Paris)
- Voie AR/14 (Voie sans nom de Paris)
- Boulevard Arago
- Rue des Arbustes
- Rue d'Arcueil
- Rue des Artistes
- Passage des Arts
- Voie AS/14 (Voie sans nom de Paris)
- Rue Asseline
- Voie AT/14 (Voie sans nom de Paris)
- Cour des Ateliers
- Voie AU/14 (Voie sans nom de Paris)
- Rue de l'Aude
- Rue Auguste-Cain
- Rue Auguste-Mie
- Square Auguste-Renoir
- Voie AV/14 (Voie sans nom de Paris)
- Voie AW/14 (Voie sans nom de Paris)
- Voie AX/14 (Voie sans nom de Paris)
- Voie AY/14 (Voie sans nom de Paris)
- Voie AZ/14 (Voie sans nom de Paris)

### B
- Haut – A
- B
- C
- D
- E
- F
- G
- H
- I
- J
- K
- L
- M
- N
- O
- P
- Q
- R
- S
- T
- U
- V
- W
- X
- Y
- Z

- Voie B/14 (Voie sans nom de Paris)
- Voie BA/14 (Voie sans nom de Paris)
- Rue Baillou
- Rue Bardinet
- Voie BB/14 (Voie sans nom de Paris)
- Voie BC/14 (Voie sans nom de Paris)
- Voie BD/14 (Voie sans nom de Paris)
- Voie BE/14 (Voie sans nom de Paris)
- Rue Beaunier
- Rue Bénard
- Rue des Berges-Hennequines
- Rue Bernard-de-Ventadour
- Rue Bezout
- Voie BF/14 (Voie sans nom de Paris)
- Voie BG/14 (Voie sans nom de Paris)
- Rue de Bigorre
- Voie BL/14 (Voie sans nom de Paris)
- Cité Blanche
- Rue Boissonade
- Rue Boulard
- Rue Boulitte
- Rue Boyer-Barret
- Voie BQ/14 (Voie sans nom de Paris)
- Rue Brézin
- Rue de la Briqueterie
- Rue Broussais
- Rue Bruller
- Boulevard Brune
- Villa Brune
- Voie BV/14 (Voie sans nom de Paris)

### C
- Voie C/14 (Voie sans nom de Paris)
- Voie CA/14 (Voie sans nom de Paris)
- Rue Cabanis
- Rue des Camélias
- Rue Campagne-Première
- Rue du Cange
- Rue Carlos-Fuentes
- Rue Cassini
- Place de Catalogne
- Rue Cécile-Furtado-Heine
- Impasse Cels
- Rue Cels
- Esplanade Charles-Axel-Guillaumot
- Rue Charles-Divry
- Rue Charles-Le-Goffic
- Rue du Château
- Allée du Château-Ouvrier
- Rue de Châtillon
- Square de Châtillon
- Allée du Chef-d'Escadron-de-Guillebon
- Place des Cinq-Martyrs-du-Lycée-Buffon
- Rue de la Cité-Universitaire
- Rue Claude-Garamond
- Villa Cœur-de-Vey
- Villa Collet
- Avenue du Colonel-Henri-Rol-Tanguy
- Rue du Colonel-Monteil
- Place Coluche
- Rue du Commandant-René-Mouchotte
- Rue du Commandeur
- Place Constantin-Brancusi
- Villa Corentin
- Villa Corot
- Rue Couche
- Rue de Coulmiers
- Rue Crocé-Spinelli

### D
- Haut – A
- B
- C
- D
- E
- F
- G
- H
- I
- J
- K
- L
- M
- N
- O
- P
- Q
- R
- S
- T
- U
- V
- W
- X
- Y
- Z

- Rue Daguerre
- Rue Danville
- Passage Dareau
- Rue Dareau
- Avenue David-Weill
- Rue Decrès
- Rue Delambre
- Square Delambre
- Rue Delbet
- Avenue Denfert-Rochereau
- Place Denfert-Rochereau
- Rue Deparcieux
- Rue du Départ
- Villa Deshayes
- Rue Desprez
- Rue Didot
- Avenue du Docteur-Lannelongue
- Rue du Douanier-Rousseau
- Place des Droits-de-l'Enfant
- Rue Du Couédic
- Villa Duthy
- Rue Durouchoux

### E
- Haut – A
- B
- C
- D
- E
- F
- G
- H
- I
- J
- K
- L
- M
- N
- O
- P
- Q
- R
- S
- T
- U
- V
- W
- X
- Y
- Z

- Boulevard Edgar-Quinet
- Place Édith-Thomas
- Rue Edmond-Rousse
- Rue Édouard-Jacques
- Rue Émile-Deutsch-de-La-Meurthe
- Rue Émile-Dubois
- Rue Émile-Faguet
- Rue Émile-Richard
- Rue de l'Empereur-Julien
- Rue de l'Empereur-Valentinien
- Passage d'Enfer
- Passage des Épinettes
- Rue Ernest-Cresson
- Avenue Ernest-Reyer
- Place Eugène-Claudius-Petit
- Rue Eugène-Pelletan
- Rue de l'Eure

### F
- Haut – A
- B
- C
- D
- E
- F
- G
- H
- I
- J
- K
- L
- M
- N
- O
- P
- Q
- R
- S
- T
- U
- V
- W
- X
- Y
- Z

- Voie F/14 (Voie sans nom de Paris)
- Rue du Faubourg-Saint-Jacques
- Allée Félicie-Hervieu
- Place Ferdinand-Brunot
- Passage Fermat
- Rue Fermat
- Rue Fernand-Holweck
- Place Fernand-Mourlot
- Rue Ferrus
- Place Flora-Tristan
- Impasse Florimont
- Rue Francis-de-Pressensé
- Allée Françoise-d'Eaubonne
- Rue Friant
- Rue Froidevaux
- Rue Furtado-Heine

### G
- Haut – A
- B
- C
- D
- E
- F
- G
- H
- I
- J
- K
- L
- M
- N
- O
- P
- Q
- R
- S
- T
- U
- V
- W
- X
- Y
- Z

- Impasse de la Gaîté
- Rue de la Gaîté
- Place de la Garenne
- Rue Gassendi
- Allée Gaston-Bachelard
- Rue Gauguet
- Rue Gazan
- Rue du Général-de-Maud'Huy
- Rue du Général-Humbert
- Avenue du Général-Leclerc
- Avenue du Général-Maistre
- Rue du Général-Séré-de-Rivières
- Allée Georges-Besse
- Rue Georges-Braque
- Rue Georges-de-Porto-Riche
- Avenue Georges-Lafenestre
- Rue Georges-Saché
- Passage de Gergovie
- Rue de Gergovie
- Place Gilbert-Perroy
- Place Gilbert-Privat
- Rue Giordano-Bruno
- Rue de Grancey
- Rue Guilleminot
- Rue Gustave-Le-Bon

### H
- Haut – A
- B
- C
- D
- E
- F
- G
- H
- I
- J
- K
- L
- M
- N
- O
- P
- Q
- R
- S
- T
- U
- V
- W
- X
- Y
- Z

- Rue Hallé
- Villa Hallé
- Rue Henri-Barboux
- Rue Henri-Barbusse
- Square Henri-Delormel
- Rue Henri-Regnault
- Rue Henry-de-Bournazel
- Allée Henry-Dunant
- Rue Hervé-Guibert
- Rue Hippolyte-Maindron
- Allée des Hortensias
- Rue Huguette-Schwartz
- Rue Huyghens

### I
- Haut – A
- B
- C
- D
- E
- F
- G
- H
- I
- J
- K
- L
- M
- N
- O
- P
- Q
- R
- S
- T
- U
- V
- W
- X
- Y
- Z

- Place de l'Île-de-Sein

### J
- Haut – A
- B
- C
- D
- E
- F
- G
- H
- I
- J
- K
- L
- M
- N
- O
- P
- Q
- R
- S
- T
- U
- V
- W
- X
- Y
- Z

- Place Jacques-Debu-Bridel
- Place Jacques-Demy
- Rue Jacques-Perrin
- Villa Jamot
- Rue Jean-Claude-Arnould
- Rue Jean-Dolent
- Rue Jean-Minjoz
- Avenue Jean-Moulin
- Place Jean-Pronteau
- Rue Jean-Zay
- Passage Joanès
- Rue Joanès
- Rue Jolivet
- Rue des Jonquilles
- Rue Jonquoy
- Place Joséphine-Baker
- Boulevard Jourdan
- Rue Jules-Guesde
- Place Jules-Hénaffe
- Rue Julia-Bartet

### K
Néant

### L
- Haut – A
- B
- C
- D
- E
- F
- G
- H
- I
- J
- K
- L
- M
- N
- O
- P
- Q
- R
- S
- T
- U
- V
- W
- X
- Y
- Z

- Rue Lacaze
- Rue Lalande
- Rue Larochelle
- Rue Le Brix-et-Mesmin
- Impasse Lebouis
- Rue Lebouis
- Rue Leclerc
- Rue Lecuirot
- Rue Ledion
- Rue de la Légion-Étrangère
- Rue Lemaignan
- Rue Leneveux
- Villa Léone
- Voie Léonie-Kastner
- Rue Léonidas
- Rue Léopold-Robert
- Rue Liancourt
- Rue Liard
- Rue du Lieutenant-Lapeyre
- Place du Lieutenant-Stéphane-Piobetta
- Rue du Loing
- Rue Louis-Morard
- Square Louise-et-Tony
- Place Louise-Losserand
- Villa de Lourcine
- Impasse Louvat
- Villa Louvat
- Avenue Lucien-Descaves
- Rue du Lunain

### M
- Haut – A
- B
- C
- D
- E
- F
- G
- H
- I
- J
- K
- L
- M
- N
- O
- P
- Q
- R
- S
- T
- U
- V
- W
- X
- Y
- Z

- Avenue du Maine
- Rue du Maine
- Rue Maison-Dieu
- Villa Mallebay
- Place Marcel-Paul
- Avenue Marc-Sangnier
- Rue Marguerin
- Rue Maria-Helena-Vieira-da-Silva
- Rue Marié-Davy
- Rue Marie-Rose
- Place Marielle-de-Sarnez
- Rue des Mariniers
- Place Marthe-Simard
- Allée Mary-Reynolds
- Rue Maurice-Bouchor
- Avenue Maurice-d'Ocagne
- Rue Maurice-Loewy
- Rue Maurice-Noguès
- Rue Maurice-Ripoche
- Rue Maurice-Rouvier
- Avenue de Mazagran
- Rue Méchain
- Villa Méridienne
- Rue Messier
- Place Michel-Audiard
- Villa Moderne
- Terrasse Modigliani
- Place Mohamed-Bouazizi
- Passage Montbrun
- Rue Montbrun
- Rue Monticelli
- Boulevard du Montparnasse
- Rue du Montparnasse
- Square de Montsouris
- Rue Morère
- Place de Moro-Giafferi
- Rue du Moulin-de-la-Vierge
- Rue du Moulin-des-Lapins
- Impasse du Moulin-Vert
- Rue du Moulin-Vert
- Rue Mouton-Duvernet

### N
- Haut – A
- B
- C
- D
- E
- F
- G
- H
- I
- J
- K
- L
- M
- N
- O
- P
- Q
- R
- S
- T
- U
- V
- W
- X
- Y
- Z

- Impasse Nansouty
- Rue Nansouty
- Cité Nicolas-Poussin
- Rue Nicolas-Taunay
- Rue Niepce
- Allée Nina-Simone

### O
- Haut – A
- B
- C
- D
- E
- F
- G
- H
- I
- J
- K
- L
- M
- N
- O
- P
- Q
- R
- S
- T
- U
- V
- W
- X
- Y
- Z

- Avenue de l'Observatoire
- Rue d'Odessa
- Rue Olivier-Noyer
- Villa d'Orléans
- Rue de l'Ouest

### P
- Haut – A
- B
- C
- D
- E
- F
- G
- H
- I
- J
- K
- L
- M
- N
- O
- P
- Q
- R
- S
- T
- U
- V
- W
- X
- Y
- Z

- Place Pablo-Picasso
- Rue du Parc-de-Montsouris
- Villa du Parc-de-Montsouris
- Rue Paturle
- Avenue Paul-Appell
- Rue Paul-Fort
- Avenue Paul-Vaillant-Couturier
- Rue Paulette-Jacquier
- Rue Pauly
- Rue de Perceval
- Rue du Père-Corentin
- Boulevard périphérique
- Rue Pernety
- Avenue Pierre-de-Coubertin
- Rue Pierre-Castagnou
- Rue Pierre-Larousse
- Rue Pierre-Le-Roy
- Avenue Pierre-Masse
- Rue de Plaisance
- Villa de Plaisance
- Rue des Plantes
- Villa des Plantes
- Rue Poinsot
- Rue Poirier-de-Narçay
- Avenue de la Porte-de-Châtillon
- Place de la Porte-de-Châtillon
- Avenue de la Porte-de-Montrouge
- Avenue de la Porte-de-Vanves
- Place de la Porte-de-Vanves
- Square de la Porte-de-Vanves
- Avenue de la Porte-Didot
- Avenue de la Porte-d'Orléans
- Les Portiques-D'Orléans
- Boulevard de Port-Royal
- Rue Prévost-Paradol
- Rue Prisse-D'Avennes
- Rue du Professeur-Hyacinthe-Vincent

### Q
Néant

### R
- Haut – A
- B
- C
- D
- E
- F
- G
- H
- I
- J
- K
- L
- M
- N
- O
- P
- Q
- R
- S
- T
- U
- V
- W
- X
- Y
- Z

- Boulevard Raspail
- Rue Raymond-Losserand
- Avenue Reille
- Impasse Reille
- Rue Rémy-Dumoncel
- Avenue René-Coty
- Rue de Ridder
- Passage Rimbaut
- Avenue Rockefeller
- Allée Rodenbach
- Rue Roger
- Rue Roli
- Boulevard Romain-Rolland
- Impasse du Rouet

### S
- Haut – A
- B
- C
- D
- E
- F
- G
- H
- I
- J
- K
- L
- M
- N
- O
- P
- Q
- R
- S
- T
- U
- V
- W
- X
- Y
- Z

- Rue de la Sablière
- Rue Saillard
- Impasse Saint-Alphonse
- Rue Sainte-Léonie
- Rue du Saint-Gothard
- Boulevard Saint-Jacques
- Place Saint-Jacques
- Villa Saint-Jacques
- Rue Saint-Yves
- Allée Samuel-Beckett
- Rue de la Santé
- Rue de la Saône
- Rue Sarrette
- Place de Séoul
- Villa Seurat
- Rue Severo
- Allée Shamaï-Haber
- Avenue de la Sibelle
- Rue Sivel
- Place Slimane-Azem
- Rue Sophie-Germain
- Villa Soutine
- Cité du Souvenir
- Place Stéphane-Hessel
- Rue des Suisses

### T
- Haut – A
- B
- C
- D
- E
- F
- G
- H
- I
- J
- K
- L
- M
- N
- O
- P
- Q
- R
- S
- T
- U
- V
- W
- X
- Y
- Z

- Passage Tenaille
- Rue du Texel
- Rue des Thermopyles
- Rue Thibaud
- Rue Thomas-Francine
- Rue de la Tombe-Issoire
- Passage de la Tour-de-Vanves
- Avenue de la Tunisie

### U
Néant

### V
- Haut – A
- B
- C
- D
- E
- F
- G
- H
- I
- J
- K
- L
- M
- N
- O
- P
- Q
- R
- S
- T
- U
- V
- W
- X
- Y
- Z

- Impasse Vandal
- Rue Vandamme
- Rue Vercingétorix
- Allée Verhaeren
- Rue Victor-Considérant
- Place Victor-et-Hélène-Basch
- Rue Victor-Schœlcher
- Avenue Villemain
- Place du 25-Août-1944
- Villa Virginie

### W
- Haut – A
- B
- C
- D
- E
- F
- G
- H
- I
- J
- K
- L
- M
- N
- O
- P
- Q
- R
- S
- T
- U
- V
- W
- X
- Y
- Z

- Rue Wilfrid-Laurier

### X
Néant

### Y
Néant

### Z
Néant
- Haut – A
- B
- C
- D
- E
- F
- G
- H
- I
- J
- K
- L
- M
- N
- O
- P
- Q
- R
- S
- T
- U
- V
- W
- X
- Y
- Z

## Source
- Répertoire de recherche sur les rues de Paris (mairie de Paris)